# Савелово (Сумская область)
Савелово (укр. Савелове) — село,
Печинский сельский совет,
Тростянецкий район,
Сумская область,
Украина.
Код КОАТУУ — 5925086702. Население по переписи 2001 года составляло 26 человек .

## Географическое положение
Село Савелово находится на расстоянии в 2 км от села Криничное, в 2,5 км — село Печины.
По селу протекает пересыхающий ручей с запрудой.